# Coregonus trybomi
Coregonus trybomi é uma espécie de peixe da família Salmonidae.
Pode ser encontrada nos seguintes países: Finlândia e Suécia.